# Carl Hallqvist
Carl August Hallqvist, född 29 oktober 1888 i Svedala socken, död 5 april 1956 i Djursholms stad, var en svensk ärftlighetsforskare.
Carl Hallqvist var son till garveriidkaren Ernst Hallqvist. Efter mogenhetsexamen i Lund 1907 studerade han vid universitetet där, blev filosofie kandidat 1913, filosofie licentiat 1921 och filosofie doktor samma år samt var 1923–1931 docent i ärftlighetslära. Hallqvist erhöll 1913 anställning vid Weibullsholms växtförädlingsanstalt i Landskrona, där han förestod rotfrukts- och kornförädlingen samt nådde betydelsefulla praktiska resultat. Bland hans skrifter inom växtförädlingens område märks The inheritance of the flower colour and the seed colour in Lupinus angustifolius (1921, doktorsavhandling) och en rad uppsatser och tidningsartiklar i praktiska förädlingsfrågor. År 1928 flyttade Hallqvist till det nyinrättade Institutet för husdjursförädling på Viad där han deltog i arbetets organiserande och var föreståndare för svinförädlingen. Han blev 1940 ledamot av Lantbruksakademien.